# Vanvik
Vanvik est un hameau de la municipalité de Suldal dans le comté de Rogaland. Le village se trouve sur la rive nord du Hylsfjord.